# 紫花耧斗菜
紫花耧斗菜（学名：Aquilegia viridiflora f. atropurpurea）为毛茛科耧斗菜属耧斗菜下的一个变型。

## 扩展阅读
- 維基物種上的相關：紫花耧斗菜